# Casa del 49 East 80th Street
La Casa del 49 East 80th Street  es una casa histórica ubicada en Nueva York, Nueva York. La Casa del 49 East 80th Street se encuentra inscrita  en el Registro Nacional de Lugares Históricos desde el 15 de noviembre de 2007. 

## Ubicación
La Casa del 49 East 80th Street se encuentra dentro del condado de Nueva York en las coordenadas 40°46′44″N 73°57′40″O / 40.778889, -73.961111.